# Adraskan (huyện)
Adraskan là một huyện thuộc tỉnh Herat, Afghanistan. Dân số thời điểm năm 1999 là 32,911 người.